# 711
| [ Edytuj tabelę ]          |                                                                 |
| Cesarz Bizancjum           | - 705 Justynian II Rhinotmetos 711 - 711 Filipikos Bardanes 713 |
| Chan Bułgarii              | - 701 Terweł 721                                                |
| Cesarz Chin                | - 710 Tang Ruizong 712                                          |
| Król Essexu                | - 709 Saelred 746                                               |
| Król Franków               | - 695 Childebert III 711 - 711 Dagobert III 715                 |
| Cesarz Japonii             | - 707 Gemmei 715                                                |
| Kalif                      | - 705 Al-Walid I 715                                            |
| Król Kentu                 | - 692 Wihtred 725                                               |
| Patriarcha Konstantynopola | - 705 Cyrus 711                                                 |
| Król Longobardów           | - 701 Aripert II 712                                            |
| Król Mercji                | - 709 Ceolred 716                                               |
| Król Nortumbrii            | - 705 Osred 716                                                 |
| Papież                     | - 708 Konstantyn 715                                            |
| Doża Wenecji               | - 697 Paoluccio Anafesto 717                                    |
| Król Wessexu               | - 688 Ine 726                                                   |
| Król Wizygotów             | - 710 Roderyk 711 - 711 Agila II 714                            |

Rok 711 / DCCXI
stulecia: VII wiek ~
VIII wiek ~
IX wiek

lata: 701 «
706 «
707 «
708 «
709 «
710 «
711
» 712
» 713
» 714
» 715
» 716
» 721

## Wydarzenia
- 29 kwietnia – wojska wodza berberskiego Tarika ibn Zijada wylądowały na Gibraltarze; początek muzułmańskiego podboju Hiszpanii.
- 19 lipca – Arabowie pod wodzą Tarika ibn Zijada przekroczyli Gibraltar i rozbili Wizygotów pod Kadyksem.
- Lipiec – bitwa pod Jerez de la Frontera – upadek państwa Wizygotów.

## Zmarli
- Roderyk, ostatni król Wizygotów, zginął w bitwie pod Jerez de la Frontera